# Arverni
Arverni so bili antično galsko ljudstvo na območju današnjega mesta Lyona v Franciji. Po njih se imenuje francoska pokrajina Auvergne.
Njihova najpomembnejša utrdba je bila Gergovia (v bližini današnjega Clermont-Ferranda). Pod vodstvom kralja Luerniosa so bili v 3. in 2. stoletju pr. n. št. najmočnejše galsko pleme, ko pa so njegovega sina Bituitusa leta 123 pr. n. št. premagali Rimljani in ustanovili rimsko provincio (odtod ime francoske pokrajine Provanse, fr. Provence), sta njihov vpliv prevzeli ljudstvi Edui (Aedui) in Sekvani (Sequani).
Arvernom je pripadal eden najslavnejših princev v zgodovini Galije, Vercingetorix, ki je vodil zadnji veliki upor proti rimski zasedbi Galije, a ga je Julij Cezar odločilno porazil med obleganjem naselbine Alesie.